# أتاي (أسطورة)
أتاي (بالإنجليزية: Atai)‏ في الأساطير الأفريقية هي زوجة إله السماء أباسي Abassi، وهي التي بعثت بالموت إلى العالم بعد أن عصى أول البشر أوامر زوجها في عدم الإنجاب أو إنتاج الطعام.